# Gandren
Gandren est une ancienne commune française du département de la Moselle, rattachée à Beyren-lès-Sierck depuis 1812.

## Géographie
Limitrophe de la frontière franco-luxembourgeoise, le village de Gandren est traversé par le cours d'eau de la Gander.

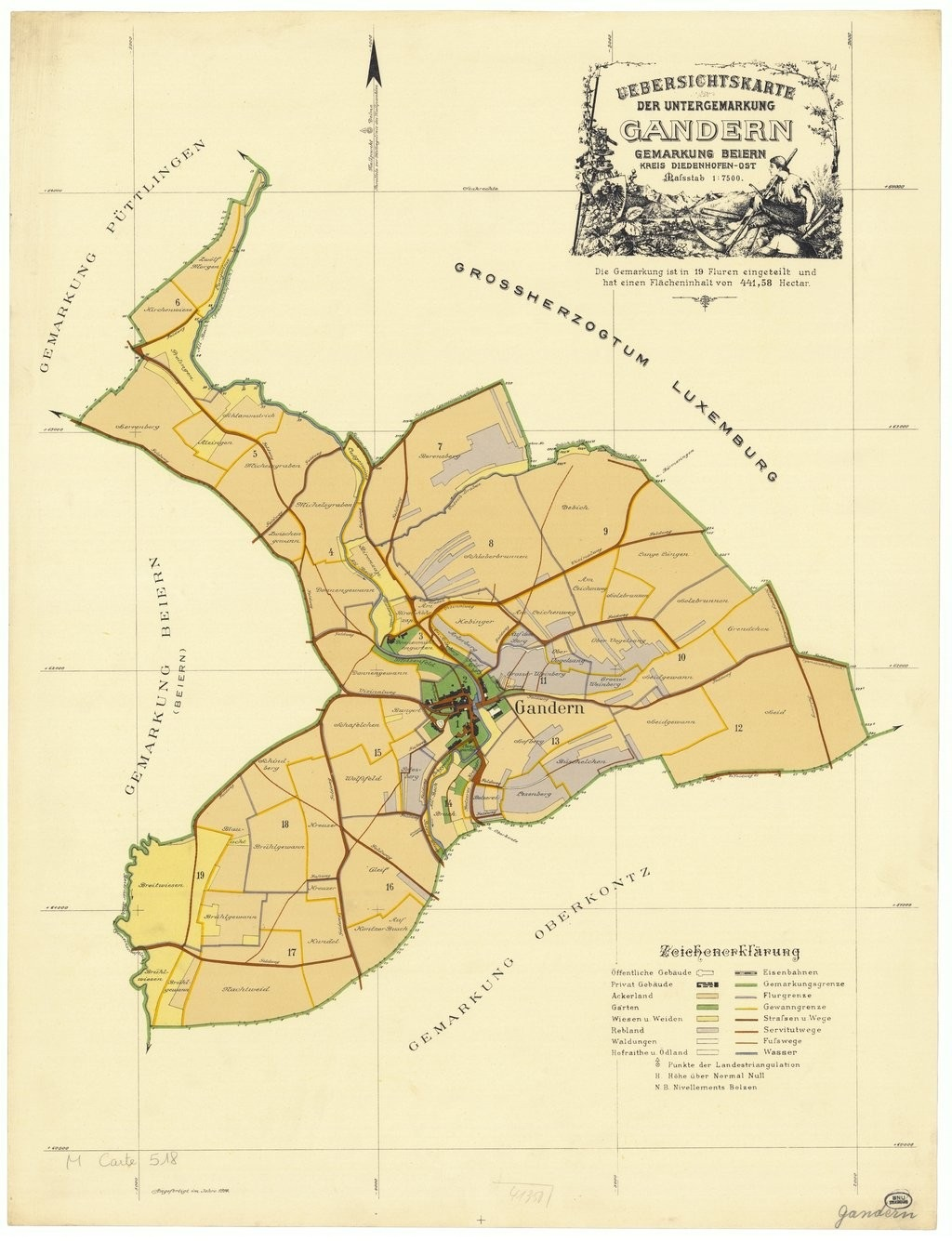
Carte cadastrale de Gandren en 1914.

## Toponymie
Ce lieu a reçu le nom du ruisseau qui le traverse et que les anciens nommaient Gandra.
Anciennes mentions : Gandre (1093), Gandra (1230), Ganderen (XVIIe siècle), Gandern (1681), Gannerenne et Gamdrenne (1756), Gaudrenne (1793), Gaudren (1801). 
En allemand : Gandern. En francique lorrain : Ganer, et Ganeren.

## Histoire
En 1681, Gandren était un village de la mairie de Hagen et dépendait de la seigneurie de Rodemack. Il était également le siège d'une justice haute, moyenne et basse. De plus, il y avait à Gandren quatre voueries dépendant du duché de Luxembourg.
L'église paroissiale appartenait à l'évêché de Trèves (doyenné de Remich) et était desservie par un religieux de l'abbaye Saint-Martin de cette ville.
Cédé au royaume de France en vertu du traité des limites du 16 mai 1769,, Gandren a ensuite dépendu du bailliage de Thionville jusqu'à sa disparition en 1790.
Le village devint par la suite un chef-lieu communal jusqu'au 3 janvier 1812, date à laquelle Gandren fut rattaché à la commune de Beyren.
En 1817, cette localité avait 222 habitants, 41 maisons, 3 moulins, un  territoire productif de 276 hectares en terres et prés, ainsi que 6 hectares et demi en vignes.

## Démographie
| 1793 | 1800 | 1806 |
| ---- | ---- | ---- |
| 256  | 257  | 243  |

## Lieux et monuments
Église dite chapelle Saint-Médard.